# Hermann Planck von Planckburg

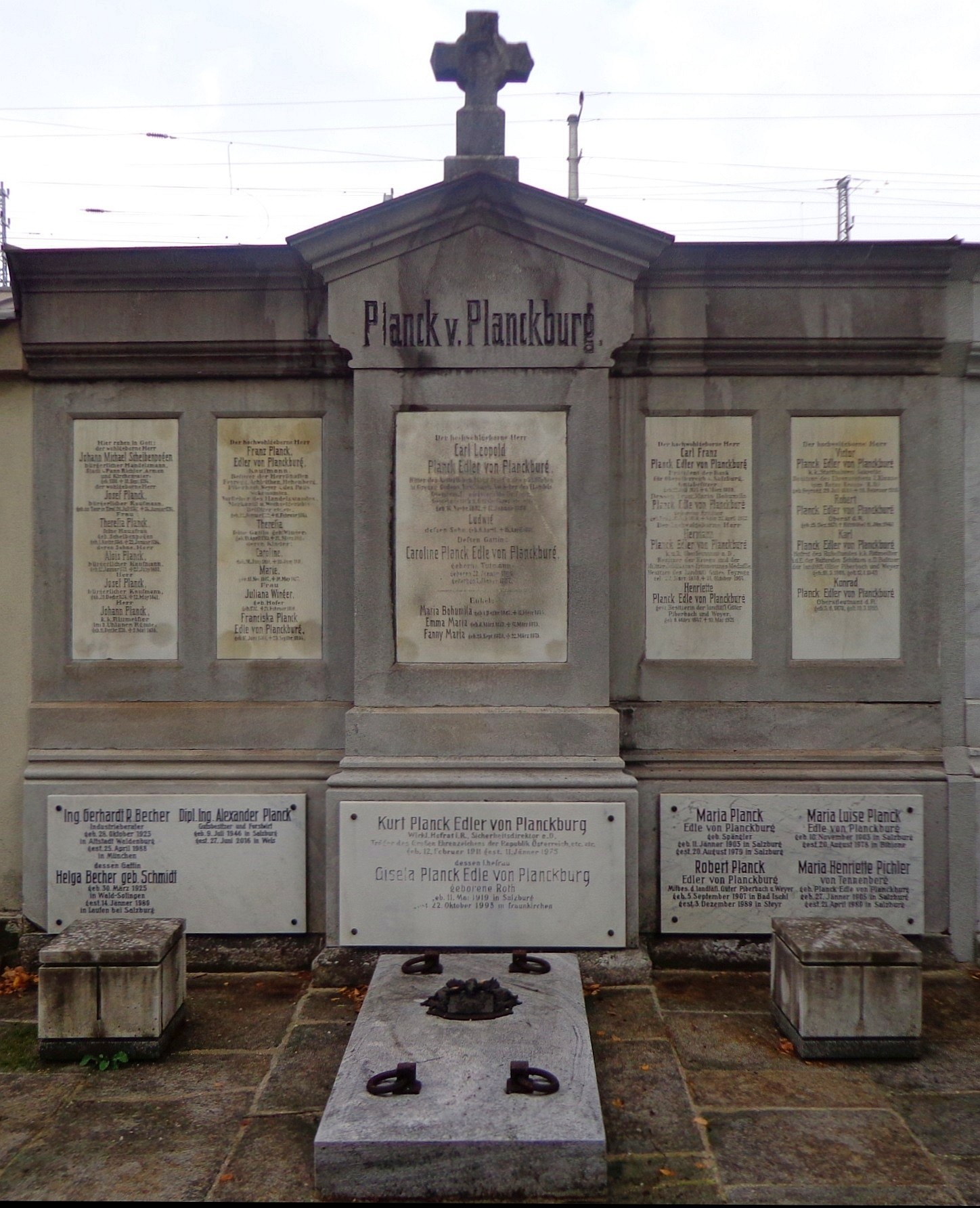
St. Barbara-Friedhof Linz, Grab der Familie Planck von Planckburg, in dem auch Hermann Planck von Planckburg bestattet ist.

Hermann Planck von Planckburg (* 22. März 1840 in Linz; † 24. Oktober 1904 in Linz) war Gutsbesitzer des landtäflichen Gutes Schloss Feyregg und Landtagsabgeordneter für die Liberale Partei. 
Die folgenden Wahlperioden war Planck von Planckburg Abgeordneter zum oberösterreichischen Landtag:
- 20. August 1870 bis 27. August 1870
- 14. September 1871 bis 17. Dezember 1871
- 18. Dezember 1871 bis 29. April 1875
- 24. September 1878 bis 13. Oktober 1883

Vom 24. September 1878 bis 13. Oktober 1883 war er auch Landesausschuss-Ersatzmann, wiederum für die Liberale Partei.
Er ist begraben auf dem St. Barbara-Friedhof in Linz.